# قطعنامه ۲۰۰۱ شورای امنیت
قطعنامه  ۲۰۰۱ شورای امنیت سازمان ملل متحد که در تاریخ ۲۸ جولای ۲۰۱۱ تصویب شد، سندی بین‌المللی دربارهٔ بررسی وضعیت عراق است. این قطعنامه طی نشست ۶۵۹۴ام با ۱۵ رای موافق، ۰ مخالف و ۰ ممتنع تصویب شد.